# After Hours (píseň)
„After Hours“ je desátá a zároveň poslední skladba z eponymního alba The Velvet Underground skupiny The Velvet Underground, vydaného v roce 1969. Skladbu napsal Lou Reed. Styl skladby je podobný stylu písní Tin Pan Alley z 30. let. Ve skladbě netradičně zpívá bubenice skupiny Maureen Tucker, která skladbu použila na B-straně sólového singlu „I'm Sticking with You“ v roce 2002.

## Původní sestava
- Maureen Tucker - zpěv
- Lou Reed - akustická kytara
- Doug Yule - basová kytara